# (1370) Hella
(1370) Hella – planetoida z pasa głównego asteroid okrążająca Słońce w ciągu 3 lat i 138 dni w średniej odległości 2,25 au. Została odkryta 31 sierpnia 1935 roku w Landessternwarte Heidelberg-Königstuhl w Heidelbergu przez Karla Reinmutha. Nazwa planetoidy pochodzi od Helene Nowacki (1904–1972), niemieckiej astronom z Astronomisches Rechen-Institut. Przed nadaniem nazwy planetoida nosiła oznaczenie tymczasowe (1370) 1935 QG.